# Samuel Schatzmann
Samuel Schatzmann (12 de octubre de 1955–Oftringen, 2 de noviembre de 2016) fue un jinete suizo que compitió en la modalidad de doma.
Participó en los Juegos Olímpicos de Seúl 1988, obteniendo una medalla de plata en la prueba por equipos (junto con Otto Hofer, Christine Stückelberger y Daniel Ramseier). Ganó una medalla de bronce en el Campeonato Mundial de Doma de 1990 y una medalla de bronce en el Campeonato Europeo de Doma de 1989.

## Palmarés internacional
| Juegos Olímpicos   | Juegos Olímpicos     | Juegos Olímpicos  | Juegos Olímpicos |
| Año                | Lugar                | Medalla           | Categoría        |
| ------------------ | -------------------- | ----------------- | ---------------- |
| 1988               | Seúl (Corea del Sur) | Medalla de plata  | Por equipos      |
| Campeonato Mundial |                      |                   |                  |
| Año                | Lugar                | Medalla           | Categoría        |
| 1990               | Estocolmo (Suecia)   | Medalla de bronce | Por equipos      |
| Campeonato Europeo |                      |                   |                  |
| Año                | Lugar                | Medalla           | Categoría        |
| 1989               | Mondorf (Luxemburgo) | Medalla de bronce | Por equipos      |